# Xian de Shanyang
Pour les articles homonymes, voir Shanyang.
Le xian de Shanyang (山阳县 ; pinyin : Shānyáng Xiàn) est un district administratif de la province du Shaanxi en Chine. Il est placé sous la juridiction de la ville-préfecture de Shangluo.

## Démographie
La population du district était de 419 661 habitants en 1999.